# Corchorus foliosus
Corchorus foliosus là một loài thực vật có hoa trong họ Cẩm quỳ. Loài này được Spreng. mô tả khoa học đầu tiên năm 1825.